# Urubamba (província)
Urubamba é uma província do Peru localizada na região de Cusco. Sua capital é a cidade de Urubamba.

## Distritos da província
- Chinchero
- Huayllabamba
- Machupicchu
- Maras
- Ollantaytambo
- Urubamba
- Yucay